# Buxolestes
Buxolestes (лат.) — род вымерших млекопитающих из семейства Pantolestidae. Вели полуводный образ жизни (чем напоминали современных выдр). Данная группа выделилась в ходе первой плацентарной эволюционной радиации во время среднего эоцена (50—40 миллионов лет назад).

## Описание
Buxolestes по образу жизни напоминали выдр. Они обитали в пресноводной среде и питались рыбами. Длина тела достигала 46 см, а хвост около 35 см. По размеру они были значительно меньше, чем большинство современных видов выдр. Окаменелые останки содержимого их желудка подтвердило их обитание в пресноводной среде. Анатомия этих архаичных «насекомоядных» млекопитающих известна по хорошо сохранившемуся экземпляру из среднего эоцена, найденному в Месселе в Германии. Структура тела свидетельствует о сильной адаптации к полуводному образу жизни. Передние и задние конечности мощные, с сильными когтями. Хвост хорошо пригоден для плавания. Череп длинный, с большими коренными зубами. Предполагалось, что они были адаптированы для разгрызания раковин моллюсков (пресноводных моллюсков и пресноводных улиток), однако останки их желудков пока не подтвердили эту гипотезу.

## Классификация
Известны следующие вымершие виды:
- Buxolestes hammeli Jaegar, 1970typus[1]
- Buxolestes minor Pfretzschner, 1999
- Buxolestes piscator Koenigswald, 1980